# Lenochodi
Podřád lenochodi (Folivora) je kategorií dvou monotypických čeledí (každá o jediném rodu) stromových savců z řádu chudozubých.

## Evoluce
Společný předek těchto živočichů žil asi před 40 miliony lety, kdy se jednotlivé čeledi od sebe oddělily; v současnosti jsou od sebe vzdáleny více, než vzhled zástupců naznačuje. Lenochodi dvouprstí byli po dlouhou dobu pozemními živočichy a ke stromovému životu přešli někdy po období doby ledové, asi před 10 000 lety.[zdroj?] Lenochodi tříprstí po sobě nezanechali průkaznější historické stopy. Předpokládá se, že přešli k životu na stromech mnohem dříve. Obě čeledi jsou příkladem konvergentního vývoje.
V období pleistocénu existovaly obří pozemní formy lenochodů jako Megatherium, z nichž některé druhy byly gregarické (žily ve skupinách), což je příklad argentinského druhu Lestodon armatus.

## Výskyt
Zástupci obou čeledí žijí na území Střední Ameriky a na severní polovině Jižní Ameriky. Areály se mnohdy prolínají, někdy na jednom stromě žijí dva rozličné druhy. Jejich hlavním biotopem jsou tropické deštné pralesy od Amazonské nížiny po Guyanskou vysočinu a Andy.

## Popis
Jsou to živočichové o velikosti 50 až 80 cm a váze 3,5 až 8 kg s krátkým ocasem nebo bez, převážně šedě zbarvení. Jejich dlouhá a hrubá srst vyrůstá směrem od břicha k zádům a visí jim podél těla. Hlava je kulatá a neochlupený čenich krátký. Končetiny mají poměrně dlouhé, přičemž zadní jsou vždy kratší. Na předních nohách mají dva nebo tři srostlé prsty a na zadních vždy tři; prsty jsou zakončeny silnými zahnutými drápy o délce až 10 cm. Mezi samcem a samicí bývá někdy jen nepatrný rozdíl ve zbarvení. V tlamě mají 18 zubů bez skloviny, nemají řezáky ani špičáky. Krčních obratlů bývá různý počet, a to od šesti do devíti, krk mají pružný a hlavou mohou otáčet o 180°. V jejich kožichu žije mnoho parazitů. Raritou je drobná symbiotická zelená řasa, která jim propůjčuje nazelenalé zbarvení a poskytuje též na tuky bohatou výživu. Řasy jsou na druhou stranu vyživovány trusem specifického druhu můr, jež žijí pouze na lenochodech.
Mají nízkou a kolísavou tělesnou teplotu; pohybuje se v rozmezí 30 až 35 °C, ale může klesnout až na 20 °C, načež dojde k útlumu životních funkcí (k tzv. torporu). V korunách se proto vyhřívají na slunci. Na savce takové velikosti mají nezvykle pomalý metabolismus. Zrak a sluch nepatří mezi klíčové smysly, výborný mají hlavně čich.

## Chování
Tato stromová zvířata tráví téměř celý život ve větvích vysokých a hustých stromů, kde spí, páří se a vychovávají mladé. V korunách se pohybují převážně jen kvůli potravě. Pomalu lezou po větvi a drží se zavěšeni za hákovité drápy všech končetin. Ve spěchu ulezou asi 4,5 m za minutu, přičemž jen výjimečně spadnou a následně uhynou. K patě kmene slézají jen proto, aby se vyprázdnili (přibližně jednou za čtyři dny) nebo přestěhovali na jiný strom za potravou či kvůli páření. Během vzácného pobytu na zemi jsou lenochodi nejzranitelnější, především kvůli pomalosti. Po zemi se spíš vlečou, než chodí, umějí však celkem dobře plavat (rychlostí až 13,5 metru za minutu) a pod vodou zadržet dech na 20 minut, nebo dokonce 40 minut. Zpomalí srdeční činnost, aby orgán pracoval na pouhých 30 %.
Mimo období páření jsou samotáři. Mnoho času prospí, uvádí se doba od 10 do 20 hodin denně (v průměru zhruba 10 hodin denně). Spí převážně zaháknutí za drápy na větvích hlavou a hřbetem dolů. Stejnou polohu zaujímají, i když nespí; v klidovém nehybném stavu jsou 90 % času. Před případným predátorem se obvykle účinně brání ostrými drápy a zuby. Díky pomalému pohybu unikají pozornosti šelem a dravých ptáků, kteří registrují ve větvoví hlavně pohyb.

## Potrava
Dvouprstí lenochodi jsou všežravci, s rozmanitou stravou hmyzu, mršin, ovoce, listů a malých ještěrek. Jedí na ploše až 140 hektarů (350 akrů).
Tříprstí lenochodi jsou býložravci, živí se listy, výhonky, mladými větvičkami, květy i plody. Jejich strava je málo energetická. Stráví ji v několikadílném žaludku (pomocí bakterií, které rozkládají celulózu) trvá několik dnů. Za potravou se vydávají ve dne i v noci a naleznou ji dokonalým čichem. Žádný jiný savec netráví potravu tak pomalu.

## Rozmnožování, věk
Tito polygamní živočichové se páří dle klimatických podmínek oblasti, ve které žijí. Samec po kopulaci odchází. (O mláďata se nestará.) Samice po 6měsíční až 11měsíční březosti vrhne obvykle jediné mládě, které se jí ihned přidržuje drápy. Kojí ho z prsních žláz na hrudi. Za jeden až dva měsíce se mládě živí již typickou rostlinnou potravou. Matka s ním zůstává ještě jeden až dva roky a poté ho opustí.
Kolika let se lenochodi dožívají, není dostatečně zdokumentováno. V lidské péči se mohou dožít průměrně 16 let, avšak v americkém institutu Smithsonian National Zoological Park se jedinec dožil 49 let.

## Ohrožení
Čtyři ze šesti druhů lenochodů jsou málo dotčení. Odlišně je na tom lenochod černopásý, který je označen statusem zranitelný. Podstatně hůře je na tom lenochod trpasličí, který je kriticky ohrožený a jehož populace nedosahuje ani 500 jedinců; vyskytuje se pouze na neobydleném ostrůvku v Karibiku o rozloze cca 5 km².
Kromě přirozených predátorů lenochody nejvíce ohrožuje lov a likvidace přirozených biotopů. V Kostarice se lenochodi dostávají do kontaktu s elektrickým vedením.

## Taxonomie
Lenochodi se taxonomicky dělí:
- čeleď lenochodovití tříprstí (Bradypodidae)
  - rod Bradypus (lenochod
    - druh lenochod tříprstý (Bradypus tridactylus)
    - druh lenochod černopásý (Bradypus torquatus)
    - druh lenochod hnědokrký (Bradypus variegatus)
    - druh lenochod trpasličí (Bradypus pygmaeus)
- čeleď lenochodovití dvouprstí (Choloepodidae)
  - rod Choloepus (lenochod)
    - druh lenochod dvouprstý (Choloepus didactylus)
    - druh lenochod krátkokrký (Choloepus hoffmanni)